# Carte Pass Pass

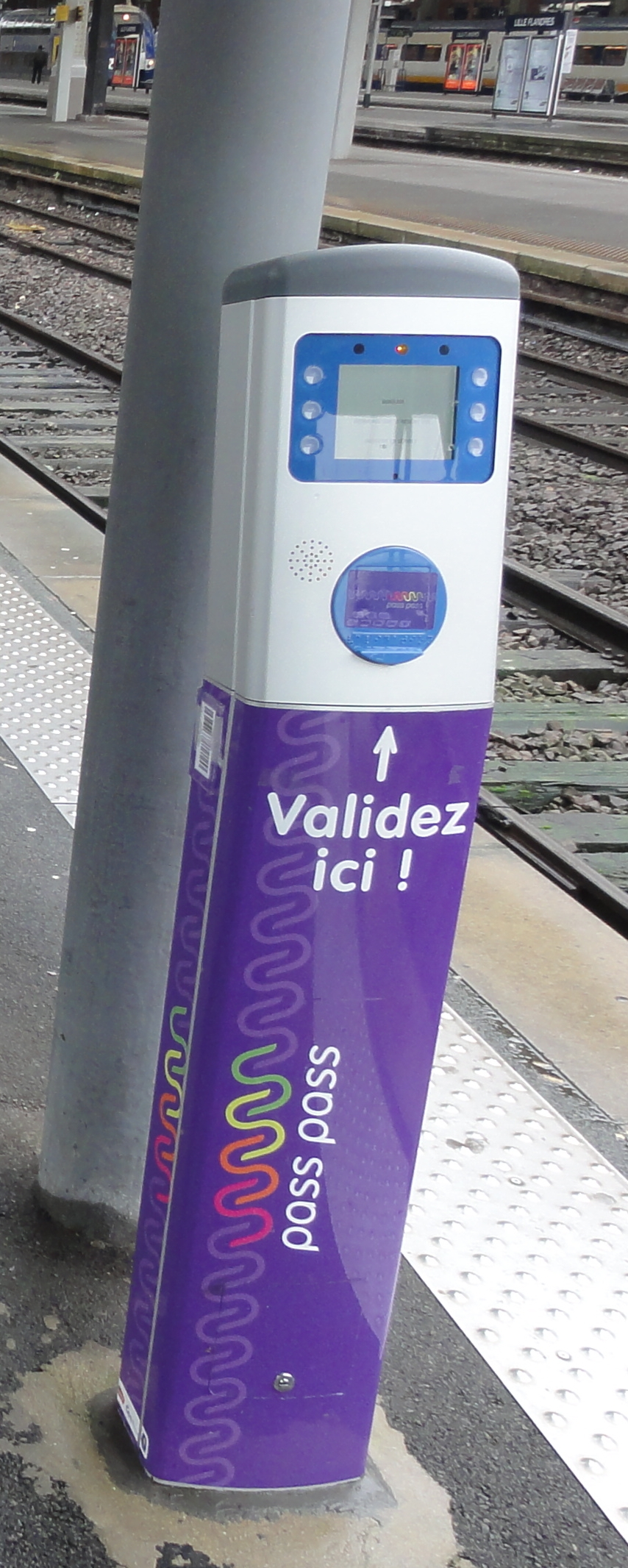
Une borne Pass Pass sur le réseau TER en gare de Lille-Flandres.

La carte Pass Pass est une carte à puce sans contact mise en place par Hauts-de-France Mobilités, servant de support pour une grande partie des titres de transport des différents réseaux de transports en commun de la région Hauts-de-France.

## Description

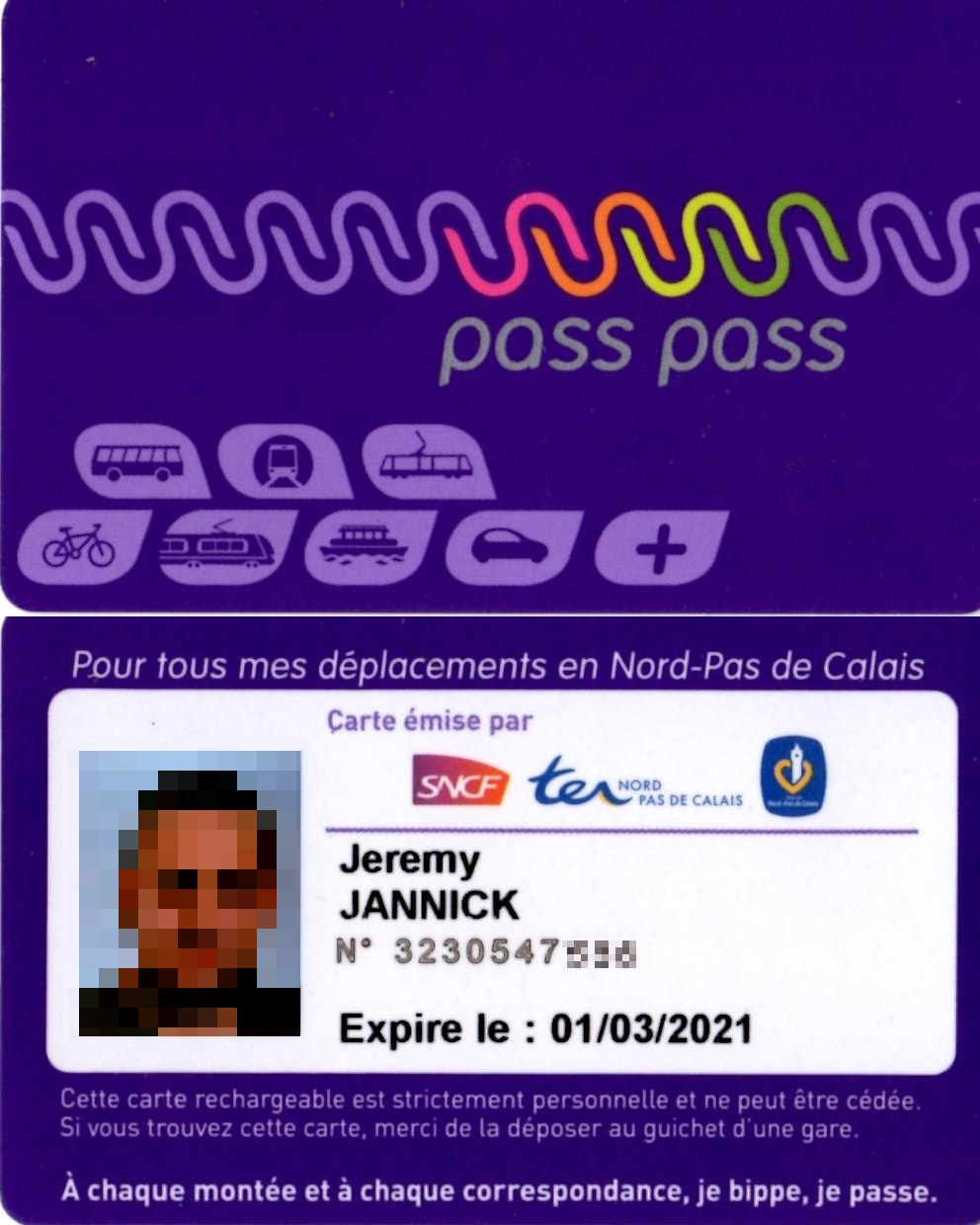
Une carte Pass Pass, recto et verso.

Le nom de la carte Pass Pass a été choisi parmi plusieurs choix ; il a été retenu par un cabinet de communication et validé par le grand public.
En juin 2011, les abonnés des TER Nord-Pas-de-Calais et de Tadao sont les premiers à s'en servir. En 2015, les quatorze réseaux de transports en commun regroupés dans le SMIRT (syndicat mixte intermodal régional des transports, qui deviendra Hauts-de-France Mobilités) adhèrent au dispositif. La carte peut être utilisée pour de nombreux types de mobilité : transport express régional, métro, tramway, autobus, vélos en libre service, navette fluviale...
En juin 2016, Transpole, alors exploitant du réseau de transport en commun de la MEL, annonce la possibilité de lire le contenu de la carte PassPass depuis un smartphone équipé de la technologie NFC[pertinence contestée][source secondaire nécessaire]. Il devient possible au même moment d'échanger sa carte Pass Pass contre une carte Pass Pass NFC.

## Aspects techniques

### Communication
La carte Pass Pass utilise la technologie NFC pour communiquer avec les différents terminaux[pertinence contestée]. Cette technologie a été choisie en perspective d'étendre le système de billettique à d'autres solutions telles que la dématérialisation des titres de transport sur smartphone[réf. nécessaire].

### Transactions
En interne, la carte Pass Pass implémente le standard de billettique Calypso, largement utilisé dans de nombreuses villes et métropoles à travers le monde .

### Anonymisation
Bien que la carte Pass Pass soit de base nominative, elle existe aussi sous forme dite déclarative. La carte est ainsi visuellement anonyme et mais aussi dépourvue en interne de toute donnée personnelle concernant son propriétaire. L'émission d'un duplicata est de fait impossible.

## Réseaux utilisateurs

### Réseaux interurbains
- TER Hauts-de-France (utilisable sur TER également depuis certaines gares des régions Grand Est, Île de France et Normandie, et des villes Belges de Courtrai, Mouscron, Froyennes et Tournai)
- Réseau interurbain de l'Aisne
- Arc-en-Ciel (réseau interurbain du Nord)
- Réseau interurbain du Pas-de-Calais
- Trans'80 (réseau interurbain de la Somme)
- Réseau Oise (réseau interurbain de l'Oise)[4]

### Réseaux urbains
- DK'Bus (avant le passage à la gratuité)
- Ilévia
- Imag'in (avant le passage à la gratuité)
- Marinéo
- Mouvéo
- Stibus
- TUC
- Tadao (avant le passage à la gratuité en 2026)
- Transvilles
- La Navette[4]
- Corolis[4]
- AXO[4]
- Le Bus[4]
- Pass'Thelle Bus[4]
- Sablons Bus[4]
- Artis[5]

### Autres services
- V'Lille (Métropole Européenne de Lille) Vélos en libre service
- V'Lille (Métropole Européenne de Lille) Abris à vélo personnels sécurisés
- Park à Vélos (Dunkerque)
- Vel'in (Calais)
- Citiz (Lille - Arras)
- Pass Pass Électrique Hauts de France

## Systèmes comparables
- Carte Navigo, en région Île-de-France
- Carte Pastel en région Midi-Pyrénées puis Occitanie
- Carte OùRA! en région Rhône-Alpes puis Auvergne-Rhône-Alpes
- KorriGo en région Bretagne
- Carte JVmalin en région Centre-Val de Loire